# Донлон, Роджер Хью Чарльз
Роджер Хью Чарльз Донлон (англ. Roger Hugh Charles Donlon; 30 января 1934, Соджертиз, Нью-Йорк — 25 января 2024, Левенуэрт, Канзас) — офицер армии США в отставке. Первым удостоился медали Почёта за участие во Вьетнамской войне. Также стал первым служащим специальных сил ВС США, отмеченных этой наградой.

## Ранняя жизнь и образование
Родился в Согертайс, штат Нью-Йорк, был восьмым ребёнком из десяти. Год посещал лесной колледж штата Нью-Йорк при Сиракузском университете. В 1953 году вступил в ряды ВВС США, в 1955 году был принят в Уэст-Пойнт, но подал в отставку по личным причинам. В 1958 году снова вступил в ряды армии США, поступил в школу кандидатов в офицеры, служил адъютантом у генерала. В августе 1963 года перевёлся в специальные силы армии США . В 1967 получил степень бакалавра в университете штата Небраска в г. Омаха.

## Карьера
В мае 1964 года Донлон был отправлен во Вьетнам. Его часть организовала аванпост в Нам Донг в 25 км от границы с Лаосом. Рано утром 6 июля 1964 года база была атакована большим отрядом Вьетконга (силой примерно в два батальона). Под командованием капитана Донлона атака была отбита. За свои действия Донлон удостоился медали Почёта. Позднее он дослужился до звания полковника.
28 июня 1965 года Фред Фугации, мэр города Лексингтон, штат Кентукки вручил Донлону ключи от города.
Донлон написал две книги о своей службе во время Вьетнамской войны: Outpost of Freedom и Beyond Nam Dong. В настоящее время он проживает в штате Канзас вместе со своей женой Нормой и детьми.

### Наградная запись к медали Почёта
За выдающуюся храбрость и отвагу [проявленные] с риском для жизни при [выполнении] долга службы и за её пределами в ходе защиты американской военной базы против яростной атаки вражеских сил. Капитан Донлон командовал подразделением А-726 в лагере Нам Донг, когда усиленный батальон Вьет Конга перед рассветом внезапно предпринял полномасштабную атаку на базу. В ходе последующей ожесточённой битвы продлившейся пять часов и повлёкшей тяжёлые потери с обеих сторон капитан Донлон руководил оборонительными действиями посреди вражеского огневого вала из мин, падающих гранат и чрезвычайно плотного стрелкового огня. После первоначального нападения он быстро собрал войска и приказал вынести необходимые боеприпасы из пылающего здания. Затем он ринулся через град пуль и взрывающихся ручных гранат, чтобы закрыть брешь в главных воротах. По дороге к воротам он обнаружил вражескую подрывную команду из трёх человек близ главных ворот и быстро её уничтожил. Выйдя на открытое место среди многочисленных взрывающихся гранат, он добрался до позиции 60-мм миномёта, несмотря на то, что в 5 ярдах от неё получил серьёзное ранение в живот. Обнаружив, что большая часть бойцов в миномётном окопе переранена он не взирая на свою рану руководил их отступлением до позиции в 30 м от окопа и снова рисковал жизнью, оставаясь позади прикрывая их отход с максимальной эффективностью. Заметив, что сержант миномётного расчёта не может выбраться из окопа, он бросился за ним. Вытаскивая раненого солдата из окопа, он получил ранение в левое плечо от разорвавшейся мины. Несмотря на страдания от многочисленных ран, он перенёс 60-мм миномёт на новую позицию, где обнаружил троих раненых защитников. После оказания им первой помощи и слов ободрения он оставил с ними миномёт, направился к другой позиции и нашёл там 57-мм безоткатное оружие.  Затем с великой храбростью и хладнокровием находясь под огнём, собрал боеприпасы с двух орудий, и пока он ползком волок критически необходимые боеприпасы получил третье ранение в ногу от вражеской ручной гранаты. Несмотря на критическое физическое состояние, он снова прополз 175 метров к позиции 81-мм миномёта и руководил обстрелом, который прикрыл находящийся под серьёзной угрозой восточный сектор лагеря. Затем он переместился к восточной позиции 60-мм миномёта и поняв, что яростный штурм противника слабеет Донлон дополз до артиллерийского окопа с 60-мм миномётом, установил его для обороны и передал его двум защитникам с неопасными ранениями. Без колебаний он оставил эту укреплённую позицию и двинулся от позиции к позиции, вдоль осаждённого периметра бросая ручные гранаты и воодушевляя своих людей на сверхчеловеческие усилия. В то время как он храбро продолжал продвигаться по периметру, осколки разорвавшейся мины ранили его в лицо и тело. Когда пришёл долго ожидаемый рассвет противник был разгромлен и отступил в джунгли, оставив на поле боя 54 тела, множество оружия и гранат. Капитан Донлон немедленно перестроил защиту и руководил оказанием помощи раненым. Энергичное командование, сила духа и храбрые действия Донлона вдохновили не только американский личный состав, но и союзных вьетнамских защитников и привели к успешной обороне лагеря. Необычайный героизм Донлона, проявленный им с риском для жизни при выполнении долга службы и за его пределами поддержал высочайшие традиции армии США и принёс великую честь ему и вооружённым силам его малой родины.                           
Оригинальный текст (англ.)
Rank and organization: Captain, U.S. Army. Place and date: Near Nam Dong, Republic of Vietnam, July 6, 1964. Entered service at: Fort Chaffee, Ark. Born: January 30, 1934, Saugerties, N.Y. G.O. No.: 41, December 17, 1964.
For conspicuous gallantry and intrepidity at the risk of his life above and beyond the call of duty while defending a U.S. military installation against a fierce attack by hostile forces. Capt. Donlon was serving as the commanding officer of the U.S. Army Special Forces Detachment A-726 at Camp Nam Dong when a reinforced Viet Cong battalion suddenly launched a full-scale, predawn attack on the camp. During the violent battle that ensued, lasting 5 hours and resulting in heavy casualties on both sides, Capt. Donlon directed the defense operations in the midst of an enemy barrage of mortar shells, falling grenades, and extremely heavy gunfire. Upon the initial onslaught, he swiftly marshaled his forces and ordered the removal of the needed ammunition from a blazing building. He then dashed through a hail of small arms and exploding hand grenades to abort a breach of the main gate. En route to this position he detected an enemy demolition team of 3 in the proximity of the main gate and quickly annihilated them. Although exposed to the intense grenade attack, he then succeeded in reaching a 60mm mortar position despite sustaining a severe stomach wound as he was within 5 yards of the gun pit. When he discovered that most of the men in this gunpit were also wounded, he completely disregarded his own injury, directed their withdrawal to a location 30 meters away, and again risked his life by remaining behind and covering the movement with the utmost effectiveness. Noticing that his team sergeant was unable to evacuate the gun pit he crawled toward him and, while dragging the fallen soldier out of the gunpit, an enemy mortar exploded and inflicted a wound in Capt. Donlon's left shoulder. Although suffering from multiple wounds, he carried the abandoned 60mm mortar weapon to a new location 30 meters away where he found 3 wounded defenders. After administering first aid and encouragement to these men, he left the weapon with them, headed toward another position, and retrieved a 57mm recoilless rifle. Then with great courage and coolness under fire, he returned to the abandoned gun pit, evacuated ammunition for the 2 weapons, and while crawling and dragging the urgently needed ammunition, received a third wound on his leg by an enemy hand grenade. Despite his critical physical condition, he again crawled 175 meters to an 81mm mortar position and directed firing operations which protected the seriously threatened east sector of the camp. He then moved to an eastern 60mm mortar position and upon determining that the vicious enemy assault had weakened, crawled back to the gun pit with the 60mm mortar, set it up for defensive operations, and turned it over to 2 defenders with minor wounds. Without hesitation, he left this sheltered position, and moved from position to position around the beleaguered perimeter while hurling hand grenades at the enemy and inspiring his men to superhuman effort. As he bravely continued to move around the perimeter, a mortar shell exploded, wounding him in the face and body. As the long awaited daylight brought defeat to the enemy forces and their retreat back to the jungle leaving behind 54 of their dead, many weapons, and grenades, Capt. Donlon immediately reorganized his defenses and administered first aid to the wounded. His dynamic leadership, fortitude, and valiant efforts inspired not only the American personnel but the friendly Vietnamese defenders as well and resulted in the successful defense of the camp. Capt. Donlon's extraordinary heroism, at the risk of his life above and beyond the call of duty are in the highest traditions of the U.S. Army and reflect great credit upon himself and the Armed Forces of his country.

## Поздняя жизнь и смерть
Донлон написал две книги о своём военном опыте во Вьетнаме: «Форпост свободы» и «За пределами Намдонга». Он жил в Канзасе со своей женой Нормой и детьми.
25 января 2024 года за пять дней до своего 90-летия Донлон умер в Ливенворте.